# Elecciones municipales de Puno de 2010
Las elecciones municipales de Puno de 2010 se llevaron a cabo el 3 de octubre de 2010 para elegir al alcalde y al Concejo Provincial de Puno para el periodo 2011-2014. La elección se celebró simultáneamente con elecciones regionales y municipales (provinciales y distritales) en todo el Perú.

## Sistema electoral
La Municipalidad Provincial de Puno es el órgano administrativo y de gobierno de la provincia de Puno. Está compuesta por el alcalde y el Concejo Provincial.
La votación del alcalde y el concejo se realiza en base al sufragio universal, que comprende a todos los ciudadanos nacionales mayores de dieciocho años, empadronados y residentes en la provincia de Puno y en pleno goce de sus derechos políticos, así como a los ciudadanos no nacionales residentes y empadronados en la provincia de Puno.
El Concejo Provincial de Puno está compuesto por 11 regidores elegidos por sufragio directo para un período de cuatro (4) años, en forma conjunta con la elección del alcalde (quien lo preside). La votación es por lista cerrada y bloqueada. Se asigna a la lista ganadora los escaños según el método d'Hondt o la mitad más uno, lo que más le favorezca. Es elegido como alcalde el candidato que ocupe el primer lugar de la lista que haya obtenido la más alta votación.

## Composición del Concejo Provincial de Puno
La siguiente tabla muestra la composición del Concejo Provincial de Puno antes de las elecciones.
| Partidos | Partidos                     | Regidores |
| -------- | ---------------------------- | --------- |
|          | Restauración Nacional        | 7         |
|          | Moral y Desarrollo           | 2         |
|          | Partido Nacionalista Peruano | 2         |

## Partidos y candidatos
A continuación se muestra una lista de los principales partidos y alianzas electorales que participaron en las elecciones:
| Candidatura | Candidatura | Partidos y alianzas | Candidatos | Candidatos                 | Ideología                                                            | Resultado previo | Resultado previo | Ref. |
| Candidatura | Candidatura | Partidos y alianzas | Candidatos | Candidatos                 | Ideología                                                            | Votos (%)        | Reg.             | Ref. |
| ----------- | ----------- | --- | ---------- | -------------------------- | -------------------------------------------------------------------- | ---------------- | ---------------- | ---- |
|             | RN          | Lista - Restauración Nacional (RN) |            | Gabino Vargas Vargas       | Liberalismo económico Conservadurismo social Humanismo cristiano     | 43.35%           | 7                |      |
|             | MyD         | Lista - Moral y Desarrollo (MyD) |            | Alfredo Urrutia Altamirano | Regionalismo puneño                                                  | 24.89%           | 2                |      |
|             | PNP–PDR     | Lista - Gran Alianza Nacionalista - Popular - Poder Democrático Regional (PNP–PDR) – Partido Nacionalista Peruano (PNP) – Poder Democrático Regional (PDR) |            | Alcides Sánchez Parra      | Socialismo democrático Nacionalismo de izquierda Regionalismo puneño | 12.23%           | 2                |      |
|             | UPP         | Lista - Unión por el Perú (UPP) |            | Fermín Mestas Pacompia     | Nacionalismo de izquierda Socialdemocracia                           | 6.64%            | 0                |      |
|             | PHP         | Lista - Partido Humanista Peruano (PHP) |            | Hugo Zea Giraldo           | Humanismo Socialismo Ecosocialismo                                   | 0.87%            | 0                |      |
|             | APP         | Lista - Alianza para el Progreso (APP) |            | Francisco Chayña Quispe    | Liberalismo económico Conservadurismo liberal Populismo de derecha   | 0.42%            | 0                |      |
|             | APRA        | Lista - Partido Aprista Peruano (APRA) |            | Miguel Quispe Achata       | Aprismo                                                              | Nuevo            | Nuevo            |      |
|             | PP          | Lista - Perú Posible (PP) |            | Jorge Choque Mamani        | Socioliberalismo Democracia liberal Tercera vía                      | Nuevo            | Nuevo            |      |
|             | FDP         | Lista - Fonavistas del Perú (FDP) |            | Ivar Rodríguez Benavides   | Socialismo Nacionalismo de izquierda Ecologismo                      | Nuevo            | Nuevo            |      |
|             | CRS         | Lista - Movimiento Político Construyendo por la Región Sur (CRS)                                                                                           |            | Abrahán Cauna Toma         | Regionalismo puneño                                                  | Nuevo            | Nuevo            |      |
|             | MAS         | Lista - Movimiento Andino Socialista (MAS) |            | Iván Flores Quispe         | Regionalismo puneño                                                  | Nuevo            | Nuevo            |      |
|             | MAPU        | Lista - Movimiento Agrario Puneño (MAPU) |            | Gustavo Flores Flores      | Regionalismo puneño                                                  | Nuevo            | Nuevo            |      |
|             | RAICES      | Lista - Reforma Regional Andina Integración, Participación Económica y Social Puno (RAICES)                                                                |            | Mariano Portugal Catacora  | Regionalismo puneño                                                  | Nuevo            | Nuevo            |      |
|             | AQUÍ        | Lista - Proyecto Político AQUÍ (AQUÍ) |            | Javier Ponce Roque         | Regionalismo puneño                                                  | Nuevo            | Nuevo            |      |
|             | Sí Trabaja  | Lista - Sí Trabaja (Sí Trabaja) |            | Orlando Flores Mamani      | Regionalismo puneño                                                  | Nuevo            | Nuevo            |      |
|             | FADEP       | Lista - Frente Amplio para el Desarrollo del Pueblo (FADEP)                                                                                                |            | Luis Butrón Castillo       | Regionalismo puneño                                                  | Nuevo            | Nuevo            |      |

## Resultados

### Sumario general
| |                                                                                     |              |              |              |           |           |  |  |
| Partidos y coaliciones | Partidos y coaliciones                                                              | Voto popular | Voto popular | Voto popular | Regidores | Regidores |  |  |
| Partidos y coaliciones | Partidos y coaliciones                                                              | Votos        | %            | ±pp          | Total     | +/−       |  |  |
| | Frente Amplio para el Desarrollo del Pueblo (FADEP)                                 | 32,816       | 28.49        | Nuevo        | 7         | +7        |  |  |
| | Movimiento Andino Socialista (MAS)                                                  | 17,786       | 15.44        | Nuevo        | 2         | +2        |  |  |
| | Reforma Regional Andina Integración, Participación Económica y Social Puno (RAICES) | 17,217       | 14.95        | Nuevo        | 1         | +1        |  |  |
| | Proyecto Político AQUÍ (AQUÍ)                                                       | 14,897       | 12.93        | Nuevo        | 1         | +1        |  |  |
| | Gran Alianza Nacionalista - Popular - Poder Democrático Regional (PNP–PDR)1         | 6,814        | 5.92         | –6.31        | 0         | –2        |  |  |
| | Partido Aprista Peruano (APRA)                                                      | 5,694        | 4.94         | n/a          | 0         | ±0        |  |  |
| | Moral y Desarrollo (MyD)                                                            | 3,261        | 2.83         | –22.06       | 0         | –2        |  |  |
| | Partido Humanista Peruano (PHP)2                                                    | 3,256        | 2.83         | +1.96        | 0         | ±0        |  |  |
| | Unión por el Perú (UPP)                                                             | 3,070        | 2.67         | –3.97        | 0         | ±0        |  |  |
| | Restauración Nacional (RN)                                                          | 2,758        | 2.39         | –40.96       | 0         | –7        |  |  |
| | Sí Trabaja (Sí Trabaja)                                                             | 2,741        | 2.38         | Nuevo        | 0         | ±0        |  |  |
| | Movimiento Agrario Puneño (MAPU)                                                    | 1,341        | 1.16         | Nuevo        | 0         | ±0        |  |  |
| | Perú Posible (PP)                                                                   | 1,257        | 1.09         | n/a          | 0         | ±0        |  |  |
| | Movimiento Político Construyendo por la Región Sur (CRS)                            | 878          | 0.76         | Nuevo        | 0         | ±0        |  |  |
| | Fonavistas del Perú (FDP)                                                           | 820          | 0.71         | Nuevo        | 0         | ±0        |  |  |
| | Alianza para el Progreso (APP)                                                      | 575          | 0.50         | +0.08        | 0         | ±0        |  |  |
| |                                                                                     |              |              |              |           |           |  |  |
| Total | Total                                                                               | 115,181      |              |              | 11        | ±0        |  |  |
| |                                                                                     |              |              |              |           |           |  |  |
| Votos válidos | Votos válidos                                                                       | 115,181      | 81.40        | +0.78        |           |           |  |  |
| Votos en blanco | Votos en blanco                                                                     | 10,712       | 7.57         | –4.38        |           |           |  |  |
| Votos nulos | Votos nulos                                                                         | 15,605       | 11.03        | +3.60        |           |           |  |  |
| Votos emitidos | Votos emitidos                                                                      | 141,498      | 88.36        | –2.70        |           |           |  |  |
| Abstenciones | Abstenciones                                                                        | 18,633       | 11.64        | +2.70        |           |           |  |  |
| Votantes registrados | Votantes registrados                                                                | 160,131      |              |              |           |           |  |  |
| |                                                                                     |              |              |              |           |           |  |  |
| Fuente: |                                                                                     |              |              |              |           |           |  |  |
| Notas al pie: 1 Comparado con los resultados del Partido Nacionalista Peruano (PNP) en las elecciones de 2006. 2 Comparado con los resultados del Movimiento Humanista Peruano (MHP) en las elecciones de 2006. |                                                                                     |              |              |              |           |           |  |  |
| Notas al pie: |                                                                                     |              |              |              |           |           |  |  |
| 1 Comparado con los resultados del Partido Nacionalista Peruano (PNP) en las elecciones de 2006. 2 Comparado con los resultados del Movimiento Humanista Peruano (MHP) en las elecciones de 2006.               |                                                                                     |              |              |              |           |           |  |  |

## Elecciones municipales distritales

### Resultados por distrito
La siguiente tabla enumera el control de los distritos de la provincia de Puno. El cambio de mando de una organización política se resalta del color de ese partido.
| Distrito    | Alcalde(sa) titular       | Partido político | Partido político             | Alcalde(sa) electo(a)    | Partido político | Partido político                 |
| ----------- | ------------------------- | ---------------- | ---------------------------- | ------------------------ | ---------------- | -------------------------------- |
| Ácora       | Iván Flores Quispe        |                  | Moral y Desarrollo           | Gerónimo Cutipa Cutipa   |                  | Reforma Regional Andina          |
| Amantaní    | Adrián Yanarico Cari      |                  | Moral y Desarrollo           | Marcelino Yucra Pacompia |                  | Gran Alianza Nacionalista        |
| Atuncolla   | Néstor Quispe Ito         |                  | Restauración Nacional        | Wilfredo Mamani Tisnado  |                  | Reforma Regional Andina          |
| Capachica   | Ascensión Laquise Humpire |                  | Unión por el Perú            | Javier Ari Paucar        |                  | Gran Alianza Nacionalista        |
| Chucuito    | Pedro Teves Cruz          |                  | Restauración Nacional        | Estanislao Cruz Chambi   |                  | Proyecto Político AQUÍ           |
| Coata       | Escolástico Mamani Canaza |                  | Acción Popular               | Arnaldo Velarde Coaquira |                  | Moral y Desarrollo               |
| Huata       | Pedro Curo Huanca         |                  | Partido Aprista Peruano      | Elvis Mamani Calsin      |                  | Proyecto Político AQUÍ           |
| Mañazo      | Miguel Quispe Achata      |                  | Partido Aprista Peruano      | Zacarías Oviedo Subia    |                  | Partido Aprista Peruano          |
| Paucarcolla | Luis Aliaga Rojas         |                  | Unión por el Perú            | Isaac Llanqui Condori    |                  | Frente Amplio para el Desarrollo |
| Pichacani   | Lucio Ccopa Mamani        |                  | Partido Nacionalista Peruano | Nicolás Ramos Conde      |                  | Proyecto Político AQUÍ           |
| Platería    | David Sosa Mamani         |                  | Restauración Nacional        | Mario Mamani Cariapaza   |                  | Proyecto Político AQUÍ           |
| San Antonio | Teodoro Ticona Álvarez    |                  | Partido Aprista Peruano      | Jorge Ticona Patina      |                  | Proyecto Político AQUÍ           |
| Tiquillaca  | Yone Villasante Apaza     |                  | Restauración Nacional        | Yone Villasante Apaza    |                  | Reforma Regional Andina          |
| Vilque      | Juan Mendoza Castillo     |                  | Unión por el Perú            | Melecio Flores Dueñas    |                  | Frente Amplio para el Desarrollo |